# Огњиште
Огњиште (или ватриште; од санскритског агнис — „ватра“), дио човјековог животног простора намијењен за ложење ватре. Временом овај појам постаје један од најважнијих симбола у раној људској култури, којим се показује и чува идентитет, као и постојање уопште.

## Поријекло ријечи
Ријеч огњиште — огањ је санскритског поријекла. Сматра се да српска ријеч огањ, латинска ignis, литванска ugnis, као и име староиндијског божанства ватре Agni, воде поријекло од индоевропског, тачније санскритског agnis. Ријеч ватра потиче од староиранске ријечи atar, која је значила пламен и свету ватру.

## Вук Караџић о огњишту
Огњиште, n. der Feuerherd.

## Огњиште у српским обичајима
Још код старих Словена огњиште је имало важан и култни значај. Било је централно мјесто животног простора а испод њега су се полагали покојници.
Код старих Срба је огњиште било укопано у средини једноћелијског кућног пода. То удубљење у коме се ложила ватра са обично поплочаним простором уз ватру, називало се огњиште. Уз огњиште се усредсређивао домаћи живот, обављала договарања, препричавала предања и вјеровања. Огњиште је било од изузетног значаја за Словене али и Србе. Народни израз „набити огњиште“ (неком) открива да су госте примали и посађивали поред огњишта уз парду (вертиклни стуб у брвнарама) указујући му на тај начин, посебну част. Уз огњиште се примао први божићни гост полазник. На огњишту се давао, узимао и враћао зајам јер се огњиште више признавало него живи свједоци. Оно што је олтар за храм то је огњиште за кућу. Готово сви домаћи обреди, од рађања до умирања, обављали су се уз огњиште. Код Црногораца се ријечју огњиште и заклиње и проклиње.
На огњишту су се исповиједали грјешници. У здравици из Зплања се домаћину жели: „кокоши на буњишту и дјечице на огњишту“. У Србији млада пред полазак на вјенчање љуби огњиште својих родитеља, а по доласку у кућу младожење љуби њихово огњиште. Око огњишта се носи божићна слама, налажу бадњаци, пеку чеснице и печенице.

## Значења
Важност и значај огњишта су одређени важношћу и значајем ватре у човјековом животу. (Ватра је начинила културног човјека). Са једне стране магична моћ ватре (њена апотропејска и лустративна моћ), са друге стране њена практична примјена у свакодневном животу, учиниле су огњиште мистичним и магијским. Отуда је огњиште изузетно значајно у животу свих народа па тако и српског. И данас се у најпозитивнијој конотацији каже: чувати своје огњиште, бранити своје огњиште...